# Національне свято
Національне свято (державне свято) — різновид свята, що має відношення до відзначання дати набуття незалежності певною нацією, дати заснування національної держави тощо. Національне свято, зазвичай, є державним.
Нові країни відзначають свій національний день як день їхньої незалежності. Старіші країни використовують якусь іншу подію, що має особливе значення, як свій національний день.
В Україні національними святами є 28 липня (День Української Державності) 24 серпня (День Незалежності України).